# Lauderdale House (East Lothian)

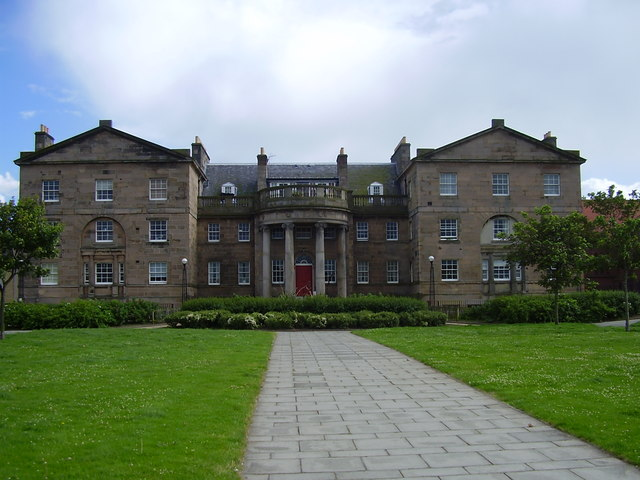
Lauderdale House

Lauderdale House, auch Dunbar House oder zeitweise Castlepark Barracks, ist ein ehemaliges Herrenhaus in der schottischen Stadt Dunbar in der Council Area East Lothian. 1971 wurde das Bauwerk in die schottischen Denkmallisten in der höchsten Kategorie A aufgenommen.

## Geschichte
Der Politiker James Fall, Unterhausabgeordneter des lokalen Wahlkreises Haddington Burghs, ließ das Gebäude um 1740 errichten. Nach seinem Tod 1743 erbte sein Sohn Robert, Provost und Kaufmann in Dunbar, das Anwesen. Aus finanziellen Gründen sah dieser sich 1788 zum Verkauf des Gebäudes gezwungen. James Maitland, 8. Earl of Lauderdale erwarb das Anwesen und ließ es 1792 signifikant erweitern und umgestalten. Hierzu lieferte das Brüderpaar Robert und James Adam die Entwürfe. In dieser Bauphase entstanden die Seitenflügel von Lauderdale House. Robert Adam verstarb um die Zeit des Baubeginns und war an der Ausführung wahrscheinlich nicht mehr maßgeblich beteiligt. 1859 übernahm das Militär das Anwesen und fügte Kasernen in der Umgebung hinzu, wodurch die Castlepark Barracks entstanden. Im Laufe des Zweiten Weltkriegs waren dort Einheiten zur Verteidigung der Region vor einer Invasion stationiert. Später wurde Lauderdale House in Wohneinheiten untergliedert und dient nun als Wohngebäude.

## Beschreibung

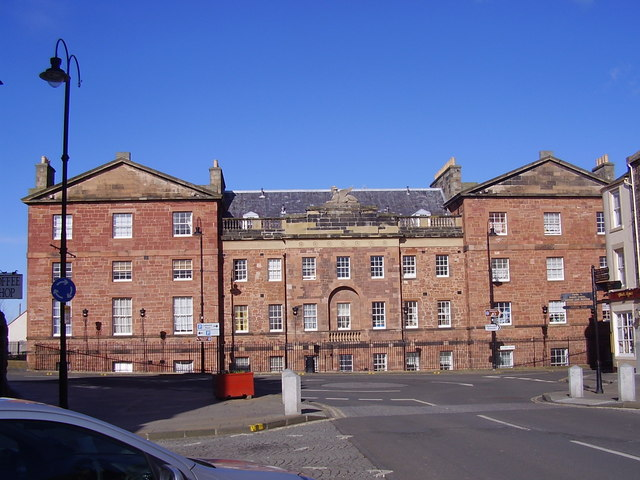
Gebäuderückseite am Kopf der High Street

Lauderdale House liegt im Zentrum von Dunbar an prominenter Position am Kopf der High Street, der Hauptstraße der Stadt, nahe dem Ufer des Firth of Forth. Die Frontseite weist nach Nordwesten und ist damit der Stadt ab- und dem Meeresarm zugewandt. Ursprünglich bestand das heute klassizistisch gestaltete Bauwerk aus der zentralen Partie. Dort befindet sich der Eingangsbereich mit halbrund hervortretendem Portikus mit ionischen Säulen und Fries. Eine steinerne Balustrade schließt den Portikus ab und ist entlang des Satteldaches fortgesetzt. Die Giebelflächen der flankierenden, massiven Seitenflügel sind mit Dreiecksgiebeln gestaltet. Ebenerdig sind Drillingsfenster in rundbogige Aussparungen eingelassen.
An der rückwärtigen Fassade tritt am sieben Achsen weiten zentralen Gebäudeteil ein Mittelrisalit hervor. Er schließt mit Fries und Architrav, auf dem eine Sphinx ruht. Während an der Frontseite Quader von rotem Sandstein verwendet wurden, wurden an der Rückseite grob zu Quadern behauener Sandstein verbaut. Das Gebäude schließt mit schiefergedeckten Dächern.